# Marco Annio Flavio Libone
Marco Annio Flavio Libone (latino: Marcus Annius Flavius Libo; fl. 204) fu un senatore e politico dell'Impero romano.
Patrizio originario della Hispania Baetica, Libone era figlio di Marco Annio Libone, console suffetto per il 161. Libone fu console ordinario per l'anno 204.